# Бембекс носатый

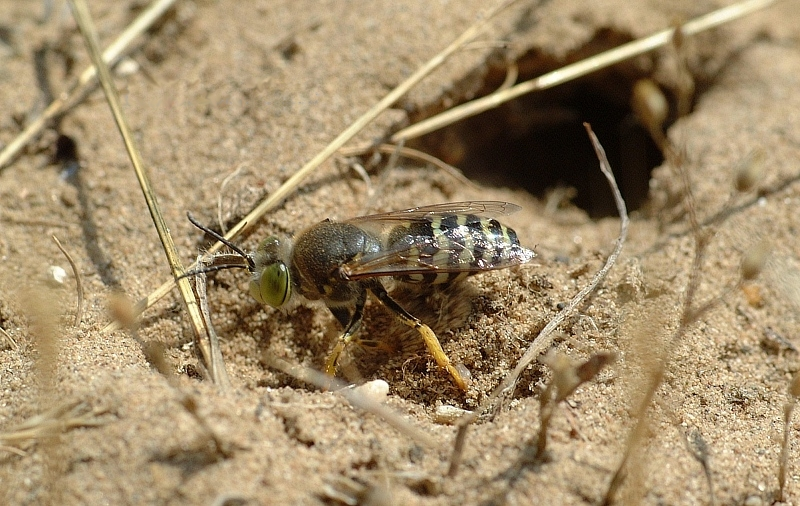

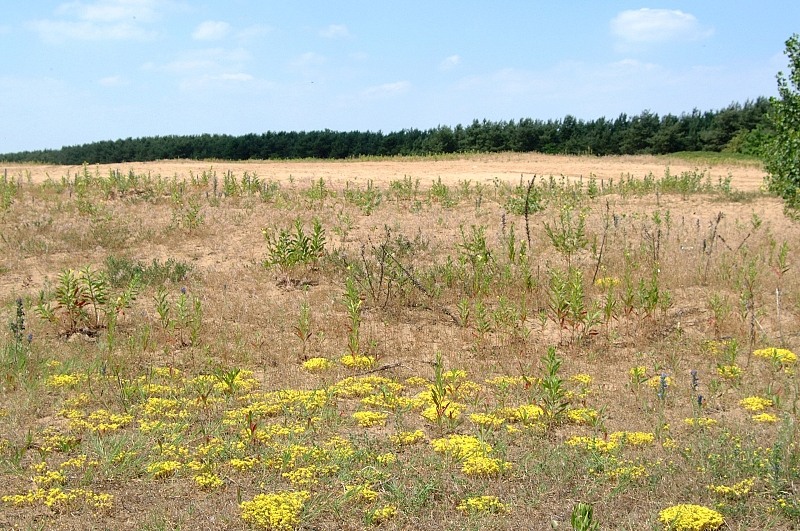
Типичное местообитание осы Bembix rostrata

Бембекс носатый (лат. Bembix rostrata) — вид крупных песочных ос из подсемейства Bembicinae (триба Bembicini).

## Распространение
Палеарктика. Область распространения осы простирается от Европы и Средиземноморья до центральной Азии. На север она идёт в Европе до Дании и Швеции. Монголия, Турция, Северная Африка.

## Описание
Крупного размера осы (18—22 мм). Тело коренастое, чёрное с развитым жёлтым рисунком. Наличник весь жёлтый или с чёрной поперечной перевязью у основания. Обычно гнездятся в рыхлом песке большими колониями, ячейка находится на глубине около 20 см. Личинок ежедневно кормят убитыми (не парализованными) крупными мухами (Tabanidae, Syrphidae). Среди естественных врагов: мухи Bombyliidae и Conopidae, осы-немки Mutillidae и осы-блестянки Parnopes grandior.

## Систематика
Является типовым видом рода Bembix.
- Bembix rostrata (Linnaeus, 1758)typus (= Apis rostrata Linnaeus, 1758)